# Secteur du Tanet Gazon du Faing
Secteur du Tanet Gazon du Faing este o arie protejată (sit de importanță comunitară — SCI) din Franța întinsă pe o suprafață de 538 ha, integral pe uscat.

## Localizare
Centrul sitului Secteur du Tanet Gazon du Faing este situat la coordonatele 48°05′52″N 7°03′13″E / 48.09778°N 7.05361°E.

## Înființare
Situl Secteur du Tanet Gazon du Faing a fost declarat arie specială de conservare în baza directivei 92/43 din 1992 referitoare la conservarea habitatelor naturale și a faunei și florei sălbatice pentru a proteja 1 specie de animale.

## Biodiversitate
Situată în ecoregiunea continentală, aria protejată conține 15 habitate naturale: Grohotișuri silicioase de la nivelul montan până la nivelul zăpezii (Androsacetalia alpinae și Galeopsietalia ladani), Pajiști alpine și boreale, Formațiuni ierboase bogate în specii de Nardus, dezvoltate pe substraturi silicioase în zone montane (și în zone submontane, în Europa continentală), Turbării active, Depresiuni pe substraturi de turbă de Rhynchosporion, Păduri de fag Asperulo-Fagetum, Păduri de fag subalpine medio-europene cu Acer și Rumex arifolius, Păduri de fag Luzulo-Fagetum, Formațiuni de Juniperus communis pe lande sau pajiști calcaroase, Mlaștini oligotrofe degradate, capabile încă de regenerare naturală, Mlaștini turboase de tranziție și turbării mișcătoare, Mlaștini împădurite, Păduri pe pante, grohotișuri și ravene de Tilio-Acerion, Liziere de ierburi înalte hidrofile de câmpie și de nivel montan până la alpin, Pajiști uscate europene.
La baza desemnării sitului se află o specie protejată de  mamifere: râs eurasiatic (Lynx lynx).
Pe lângă speciile protejate, pe teritoriul sitului au mai fost identificate 19 specii de plante, 6 specii de păsări, 2 specii de mamifere, 1 specie de nevertebrate.